# 첫사랑 (소설)
《첫사랑》(러시아어: Первая Любовь 페르바야 류보비[*])은 1860년에 잡지 『독서문고』에 발표된 이반 투르게네프가 쓴 중편소설이다. 반 자전적 성격을 가진, 작자가 일생 동안 가장 아낀 소설로 전해지고 있다.

## 개요
이 작품은 40대가 된 주인공 블라디미르가 16세에 겪었던 첫사랑을 회상하고 친구들에게 노트에 써서 남긴 수기 형식으로 되어있다.
아직 젊은 주인공이 요염한 히로인에게 농락당하는 등의 비도덕적인 내용을 시적으로 아름다운 문장으로 그리고 있다.

## 등장인물
- 블라디미르 페트로비치 : 주인공
- 지나이다 알렉산드로브나 : 히로인. 블라디미르의 첫사랑
- 표트르 바실리예비치 : 주인공의 아버지

## 줄거리
1833년 여름, 16세의 소년 블라디미르는 모스크바시내, 네스크누이호 인근의 별장에서 부모와 함께 살고 있었다. 어느 날, 옆집에 이사 온 연상의 아름다운 여성, 지나이더에게 주인공은 아련한 연심을 품게 된다. 하지만 지나이더는 흔히들 말하는 コケット로, 그녀에게 반하는 「숭배자」들을 자신의 집에 불러, 마음대로 대하고 즐기는 여성이었다.그녀의 집에 가서 그 사실을 알게 된 주인공. 하지만 그로인해 오히려 연심은 더 깊어질 뿐이었다. 흥분되어 그날 밤은 잠들지 못하고 어렴풋이 창문으로 번개를 바라보며 지나이더를 생각한다. 자신은 사랑을 하고 있다고 자각하는 주인공이었다.